# Persidera 2
Persidera 2 è uno dei multiplex della televisione digitale terrestre a copertura nazionale presenti nel sistema DVB-T italiano. Appartiene a Persidera, operatore di rete nazionale italiano.

## Caratteristiche
Il Persidera 2 trasmette in SFN sul canale 48 della banda UHF V in tutta Italia, a eccezione di Piemonte, Toscana, Umbria, Lazio e Campania dove trasmette sui canali 42 e 48 della banda UHF V, di Valle d'Aosta, Liguria e Sardegna dove trasmette sul canale 42 della banda UHF V e del Friuli-Venezia Giulia dove trasmette sui canali 34 della banda UHF IV e 48 della banda UHF V.
Copre il 95% della popolazione italiana.

## Storia
Il multiplex Persidera 2 è stato attivato nel 2009 in Sardegna, sfruttando la rete precedentemente impiegata per le trasmissioni analogiche di LA7.

### 2009
- 18 novembre 2009: Inseriti LA7 Test, MTV Test, MTV HD, QOOB, MTV2. Eliminato MTV3.
- 1º dicembre 2009: Aggiunto TIMB CANALE MOSAICO (disattivato alcune ore dopo) contenente LA7, MTV, QOOB.
- 11 dicembre 2009: Inserito TIMB CANALE MOSAICO (eliminato alcune ore dopo).
- 21 dicembre 2009: Rinominato QOOB in LA7d.

### 2010
- 11 febbraio 2010: Aggiunto il canale test Newbo, reduce dal TIMB 1
- 18 marzo 2010: Inserito AB Channel.
- 29 marzo 2010: Inserito TEST_VIS_NAP (contenente LA7 e LA7d). Eliminato AB Channel.
- 22 aprile 2010: Aggiunti due doppioni di LA7 e una copia di LA7d.
- 24 aprile 2010: Rinominato MTV2 in MTV+.
- 6 maggio 2010: Aggiunto un duplicato di LA7 e due di LA7d.
- 16 maggio 2010: Rinominato Newbo in newbox.
- 17 maggio 2010: Iniziate le trasmissioni di MTV+. Eliminato newbox.
- 4 giugno 2010: Reinserito newbox.
- 19 giugno 2010: Eliminato newbox.
- 22 giugno 2010: Aggiunto La7ondemand.
- 14 luglio 2010: Inseriti K2, K2 plus, K2 extra e frisbee.
- 22 luglio 2010: Eliminato TEST_VIP_NAP.
- 27 luglio 2010: Iniziate le trasmissioni di K2, K2 plus e K2 extra. La seconda e la terza sono duplicati della prima. Sono reduci dal TIMB 1
- 9 settembre 2010: Eliminate due copie di LA7 e tre copie di LA7d.
- 28 settembre 2010: Eliminati LA7 HD e MTV HD.

### 2011
- 1º marzo 2011: Rinominato MTV+ in MTV Music.
- 13 giugno 2011: Inserito di QVC Replica.
- 17 giugno 2011: Eliminati i doppioni di MTV e MTV Music.
- 10 ottobre 2011: Eliminato QVC Replica.
- 21 ottobre 2011: Inserito Padre Pio TV.
- 7 dicembre 2011: Inseriti MTV HD, LA7d HD e MTV Music HD.
- 12 dicembre 2011: Rinominati MTV HD, LA7d HD e MTV Music HD in MTV, LA7d e MTV Music.

### 2012
- 7 agosto 2012: Eliminato Padre Pio TV e aggiunto Vero.
- 10 agosto 2012: Aggiunte copie di Vero alle posizioni 55 e 144, identificate rispettivamente come Cinquantacinque e VERO CULT.
- 2 ottobre 2012: Eliminate le copie di Vero dalle posizioni 137 e 144. Rimane solamente sull'LCN 55 con la denominazione Vero Capri.

### 2013
- 27 febbraio 2013: Aggiunta una copia di LA7 sull'LCN 507.
- 22 maggio 2013: Aggiunta una copia di Vero sull'LCN 137.
- 18 novembre 2013: Eliminata la LCN 55 a Vero Capri che cambia nome in Vero.
- 20 novembre 2013: Rinominato nuovamente Vero in Vero Capri e riaggiunta la LCN 55.

### 2014
- 24 febbraio 2014: Il servizio teletext LA7 Video viene definitivamente eliminato.

### 2015
- 23 gennaio 2015: Aggiunta una copia di Vero Capri sul 144.
- 20 febbraio 2015: Aggiunto TV Italia.
- 27 febbraio 2015: Eliminata la LCN a TV Italia.
- 5 marzo 2015: Eliminato Vero Capri.
- 16 marzo 2015: Eliminato TV Italia.
- 20 aprile 2015: Eliminata la copia di Vero sul 144.
- 21 aprile 2015 : Eliminato Vero e aggiunto Vero Capri.
- 24 giugno 2015: Eliminato Vero Capri.
- 9 luglio 2015: Aggiunto Sport 1.
- 16 settembre 2015: Rinominati MTV, MTV On Demand e MTV News On Demand in MTV8, MTV8 On Demand e MTV8 News On Demand.

### 2016
- 5 febbraio 2016: Eliminati LA7 e LA7d dalle LCN 507 e 529.
- 18 febbraio 2016: Rinominato MTV8 in TV8.
- 25 febbraio 2016: Eliminata la LCN a Sport 1.
- 26 febbraio 2016: Eliminato Sport 1 e aggiunto SuperTennis.
- 1º luglio 2016: Sostituito MTV Music con VH1.
- 7 luglio 2016: Eliminato VH1 dalla LCN 567.
- 21 luglio 2016: Rinominati LA7 e LA7D in LA7 Provvisorio -Premi tasto i e LA7d Provvisorio -Premi tasto i.
- 27 luglio 2016: Rinominati LA7 (LCN 107) e LA7D (LCN 229) in LA7. e LA7D.
- 27 settembre 2016: Eliminato LA7 News On Demand.
- 24 ottobre 2016: Eliminata la LCN a LA7 Provvisorio -Premi tasto i e LA7d Provvisorio -Premi tasto i.

### 2017
- 1º gennaio 2017: Terminate le trasmissioni di LA7 Provvisorio -Premi tasto i e LA7d Provvisorio -Premi tasto i. Eliminati La7 On Demand, La7D On Demand, Più Servizi, La7 Servizi On Demand e Portale Servizi Telecom.
- 15 gennaio 2017: Terminate le trasmissioni di LA7 Provvisorio.
- 6 febbraio 2017: Eliminati LA7 Provvisorio -Premi tasto i, LA7d Provvisorio -Premi tasto i, LA7 Provvisorio e LA7d Provvisorio.
- 20 febbraio 2017: Aggiunto Radio Italia TV.
- 27 aprile 2017: Aggiunti Fine Living e Pop.
- 22 ottobre 2017: Sostituito Fine Living con Spike.

### 2018
- 2 gennaio 2018: Aggiunta R Italia SMI.

### 2019
- 11 luglio 2019: Eliminato e chiuso POP e aggiunto Boing Plus.

### 2020
- 25 febbraio 2020: SuperTennis passa all'alta definizione[1] mentre la versione in definizione standard chiude definitivamente.
- 6 marzo 2020: Inserito il suffisso HD nel logo di Supertennis
- 27 giugno 2020: RadioItaliaTV (LCN 70, TIMB3) Insieme alla versione HD (LCN 570, vari mux Locali) e alla versione radiofonica R Italia SMI (LCN 707, in Toscana conflitto con la versione provvisoria di Radio RTC, e 770) rinnova la grafica
- 1º ottobre 2020: Eliminate le LCN a TV8, TV8 On Demand e TV8 News On Demand che diventano "Provvisorio".[2]
- 12 dicembre 2020: Interrotte le trasmissioni di TV8 provvisorio, a video in onda un cartello di cambio frequenza.

### 2021
- 1º gennaio 2021: Eliminati i canali inattivi TV8 provvisorio, TV8 On Demand provvisorio e TV8 News On Demand provvisorio.[3]
- 2 gennaio 2021: Aggiunta Radio Italia TV HD (copia del canale SD).
- 22 novembre 2021: Aggiunti Super! e Paramount Network in MPEG-4. Convertiti in tale formato anche Spike e VH1.
- 23 dicembre 2021: Eliminata la LCN a Paramount Network.

### 2022
- 1º gennaio 2022: Aggiunti TV8, Cielo, Sky TG24 (quest'ultimi due in MPEG-4) e TV8 News On Demand.
- 17 gennaio 2022: Fine delle trasmissioni ed eliminazione delle LCN per Paramount Network e Spike. Cambio di LCN da 67 a 167 per VH1.
- 18 febbraio 2022: Eliminati Paramount Network e Spike. Aggiunto TV2000 in HD all'LCN 528.
- 21 febbraio 2022: Aggiunto TV2000 all'LCN 28.
- 7 marzo 2022: RadioItaliaTV e RadioItaliaTV HD passano all'alta definizione. Rinominata RadioItaliaTV HD in RadioItaliaTV. Eliminata Radio Italia SMI alla LCN 707.
- 8 marzo 2022: TV8 passa all'alta definizione e viene rinominato TV8 HD. Aggiunta una copia di Boing Plus all'LCN 545. Eliminato TV2000 alla LCN 528. K2 e Frisbee passano all'MPEG-4.
- 3 maggio 2022: Rinominato Boing Plus in Boing Plus (provvisorio) e eliminata la LCN e la copia sull'LCN 545.
- 26 maggio 2022: Fine delle trasmissioni per Boing Plus (provvisorio) che trasmette un cartello informativo.
- 16 giugno 2022: Eliminato Boing Plus (provvisorio). Aggiunti RADIO KISS KISS TV e il canale radiofonico RADIO VATICANA ITALIA.
- 28 giugno 2022: Aggiunta una copia di TV2000 all'LCN 528. Ridenominato il mux TIMB 3 in Persidera 2.

### 2023
- 31 maggio 2023: Eliminata la copia di VH1 sull'LCN 267 e eliminate le due copie di VH1 On Demand.
- 6 giugno 2023: Aggiunto il canale radiofonico inBlu2000.

### 2024
- 7 gennaio 2024: Fine delle trasmissioni per VH1 che trasmette un cartello informativo.
- 1º marzo 2024: Eliminato il suffisso HD dal logo di Supertennis.
- 1º aprile 2024: Schermo nero per VH1.
- 5 dicembre 2024: Aggiunto Radio 24.

## Servizi
Sul multiplex Persidera 2 sono presenti canali televisivi e servizi interattivi gratuiti dei gruppi Sky Italia, Warner Bros. Discovery Italia, Paramount Global e Sportcast.

### Canali televisivi
| LCN       | Canale             | Note       |
| --------- | ------------------ | ---------- |
| 8 108 508 | TV8 HD             | FTA (HDTV) |
| 26        | Cielo              | FTA        |
| 28 528    | TV2000             | FTA (HDTV) |
| 41        | K2                 | FTA        |
| 44        | frisbee            | FTA        |
| 47        | Super!             | FTA        |
| 50        | Sky TG24           | FTA        |
| 64        | SUPERTENNIS        | FTA (HDTV) |
| 70 570    | RadioItaliaTV      | FTA (HDTV) |
| 158       | RADIO KISS KISS TV | FTA (HDTV) |
| 246       | Radio 24           | FTA (HDTV) |

### Canali radiofonici
| LCN | Canale                | Note         |
| --- | --------------------- | ------------ |
| 728 | inBlu2000             | FTA          |
| 733 | RADIO VATICANA ITALIA | FTA          |
| 770 | R Italia SMI          | FTA (HE-AAC) |

### Canali dati
| LCN | Identificativo     | Note         |
| --- | ------------------ | ------------ |
| 167 | VH1                | Schermo nero |
| 908 | TV8 News On Demand | Schermo nero |